# Cristofano Gherardi
Cristofano Gherardi, llamado il Doceno (dal Borgo), (Borgo Sansepolcro, 25 de noviembre de 1508 - abril de 1556) fue un pintor renacentista italiano de estilo manierista, discípulo y habitual colaborador de Giorgio Vasari antes y después de su exilio de Florencia.

## Biografía
Hizo su aprendizaje con Raffaellino del Colle, y posteriormente con Rosso Fiorentino y Giorgio Vasari. En 1536, Vasari lo llamó para hacer las decoraciones de la ceremonia de bienvenida a Carlos I de España en la ciudad. Al año siguiente, acusado de conspiración contra Cosme I de Toscana, fue desterrado de Toscana (entre 1537 y 1546). Fue acogido por el abad Giulio Bufalino en San Giustino, donde trabajó en los frescos de escenas mitológicas en algunas salas del Castello Bufalino. Durante este exilio pintó la Visitación de María a Isabel para la iglesia de Santo Domingo en Città di Castello, decoraciones en la iglesia en San Sepolcro, y trabajos para Vitelli, para quien trabajó durante mucho tiempo.
Volvió a trabajar como ayudante de Vasari durante sus dos últimos años, y trabajó en el Quartiere degli elementi, en el Palazzo Vecchio, aunque ciertos frescos les son atribuidos de manera conjunta (Castración de Urano, Sala di Cerere, ... ). Posteriormente, Vasari contrató para reemplazarlo como ayudante principal a Giovanni Stradano.

## Obras

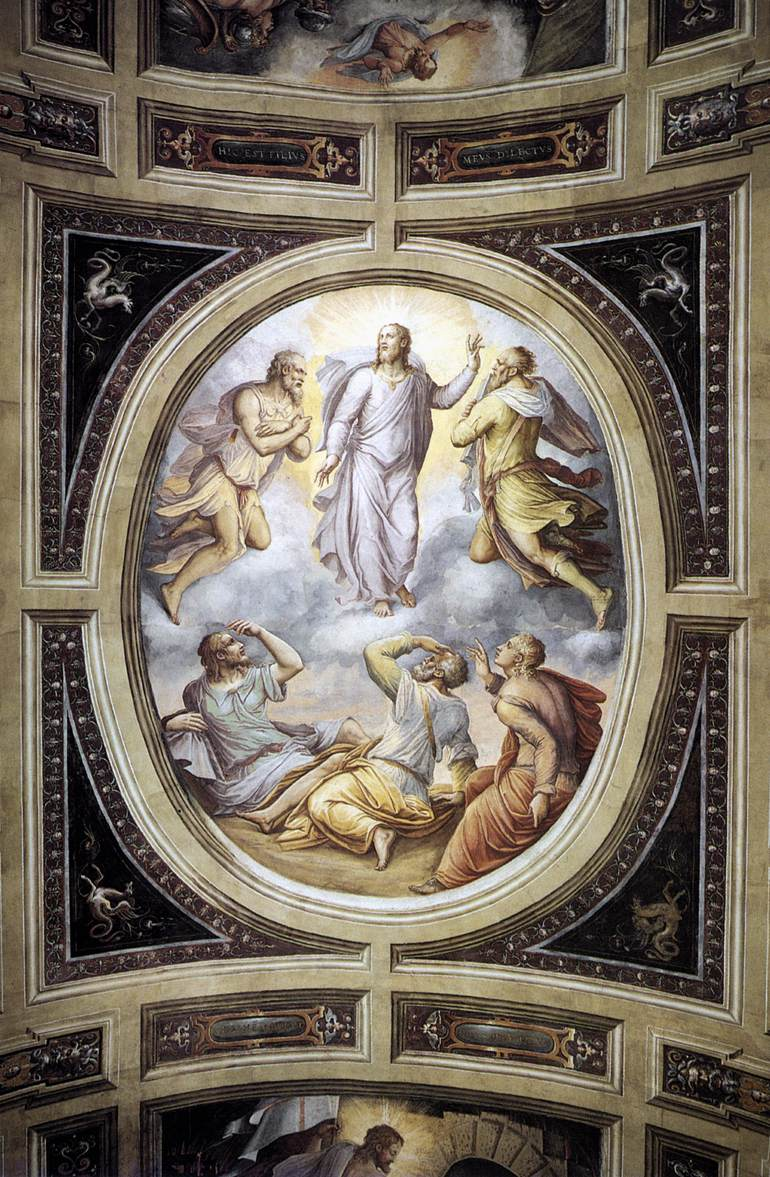
La Transfiguración por Cristofano Gherardi (1555).

- La Sala di Cerere y otros frescos en Quartiere degli Elementi del Palazzo Vecchio de Florencia con Vasari
- Alegoría de la redención del género humano conservado en Roma, en la Villa Albani
- La Visitación de la Virgen, pintura (1541-1545), San Domenico en Città di Castello, conservada en el Musée des Augustins de Toulouse
- Stanza degli dei pagani, frescos en el Castello Bufalino, San Giustino

- Dibujos en el Museo del Louvre (París), departamento de Artes gráficas:
  - Juno sentada sobre unas nubes, con la mano derecha sobre un pavo real
  - Clelia salva las jóvenes romanas, y Alegoría del Tíber
  - Helena entregándose a Paris
  - La Virgen sostenida por los Ángeles
  - Campesino trabajando: alegoría del mes de noviembre
  - Santa Familia con san Juan Bautista, Santa Ana y Santa Isabel
  - Santa Familia con Santa Ana y San Juan
  - Un cazador de pájaros arrodillado: alegoría del mes de octubre